# شهرستان لین (اورگن)

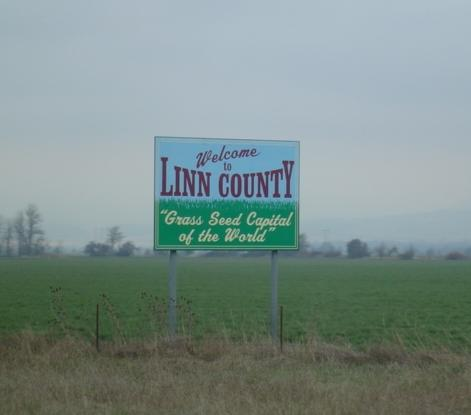
تابلوی خوشامدگویی به بازدیدکنندگان در شهرستان

شهرستان لین یکی از ۳۶ شهرستان در ایالت اورگان ایالات متحده است . بر پایه سرشماری سال ۲۰۲۰ ، جمعیت آن  ۱۲۸۶۱۰ نفر بوده است. مقر این شهرستان آلبانی  است. این شهرستان به افتخار لوئیس اف. لین ،  یک سناتور   از ایالت میسوری که از اسکان  در  اورگان پشتیبانی می کرد، نام گذاری شده است . شهرستان لین شامل منطقه آماری کلان شهر آلبانی یا کلانشهر است که در منطقه آماری ترکیبی پورتلند - ونکوور - سالم ، واشینگتن جای دارد و در دره ویلامت واقع شده است . در سال ۲۰۱۰، مرکز تجمع جمعیت اورگان در شهرستان لین، در نزدیکی شهر لیون قرار داشت .

### شهرستان های مجاور
- شهرستان پولک (شمال غربی)
- شهرستان ماریون (شمال)
- شهرستان جفرسون (شرق)
- شهرستان دشوتس (جنوب شرقی)
- شهرستان لین (جنوب)
- شهرستان بنتون (غرب)